# Jouy-sous-Thelle
Jouy-sous-Thelle ist eine französische Gemeinde mit 1067 Einwohnern (Stand 1. Januar 2022) im Département Oise in der Region Hauts-de-France. Sie gehört zum Arrondissement Beauvais, zur Communauté de communes du Vexin Thelle und zum Kanton Chaumont-en-Vexin.

## Geographie
Die Gemeinde Jouy-sous-Thelle liegt in der Landschaft Vexin français, zwölf Kilometer ostnordöstlich von Gisors und 15 Kilometer südwestlich von Beauvais.

## Geschichte
Luftaufnahmen haben Spuren eines gallo-römischen Theaters zutage gebracht. Das Schloss und die Mühle sind heute nicht mehr erhalten. Jouy-sous-Thelle lag von 1905 bis 1934 an einer meterspurigen Sekundärbahn von Méru nach Labosse.

## Einwohner
| Jahr                       | 1962 | 1968 | 1975 | 1982 | 1990 | 1999 | 2011 | 2021 |
| -------------------------- | ---- | ---- | ---- | ---- | ---- | ---- | ---- | ---- |
| Einwohner                  | 458  | 469  | 466  | 604  | 742  | 817  | 1028 | 1058 |
| Quellen: Cassini und INSEE |      |      |      |      |      |      |      |      |

## Sehenswürdigkeiten
- 1921 und 1932 als Monument historique klassifizierte Kirche Saint-Pierre-Saint-Paul im Renaissancestil
- Kapelle La Chaire à loups

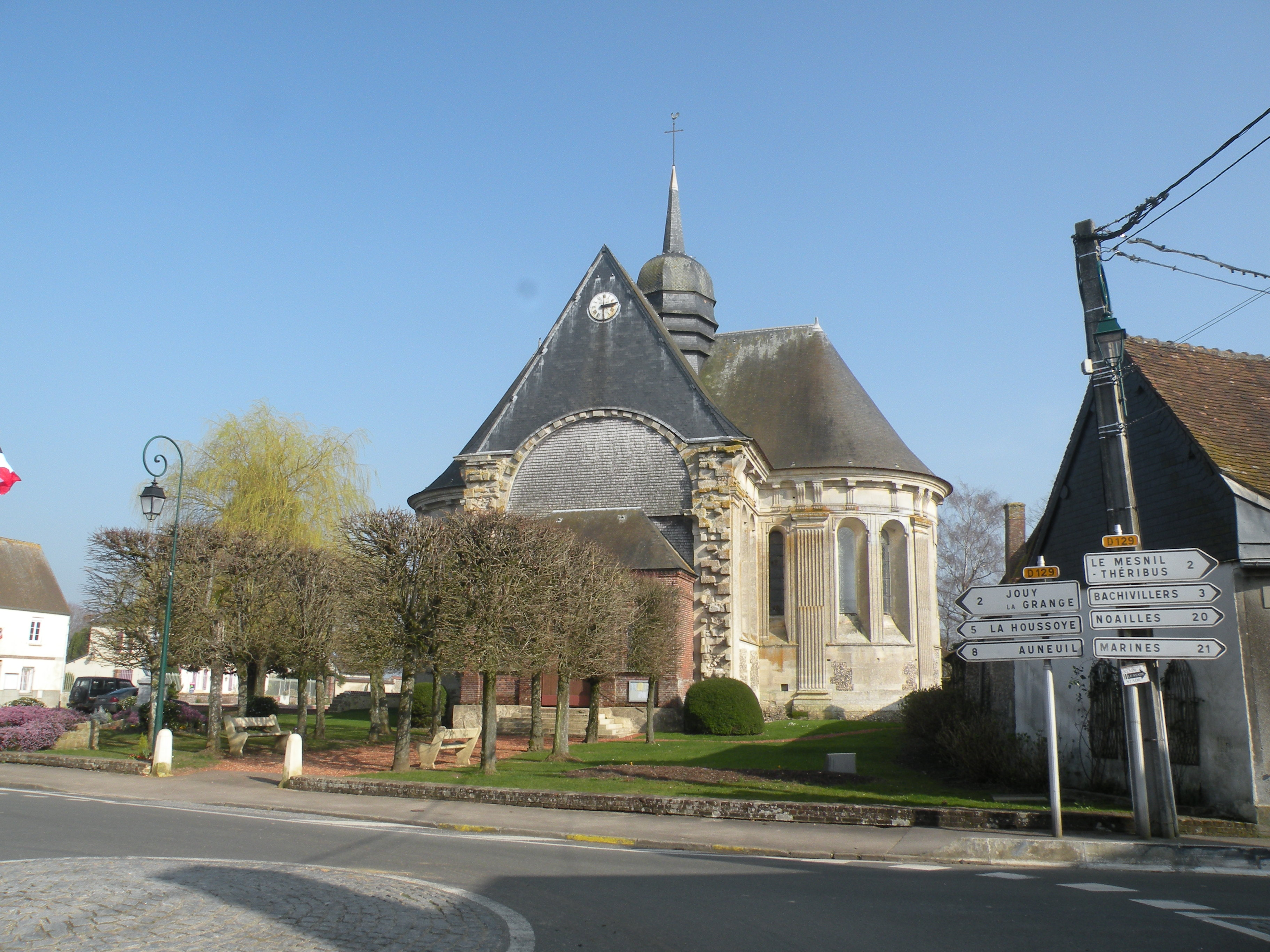
Kirche Saint-Pierre-Saint-Paul
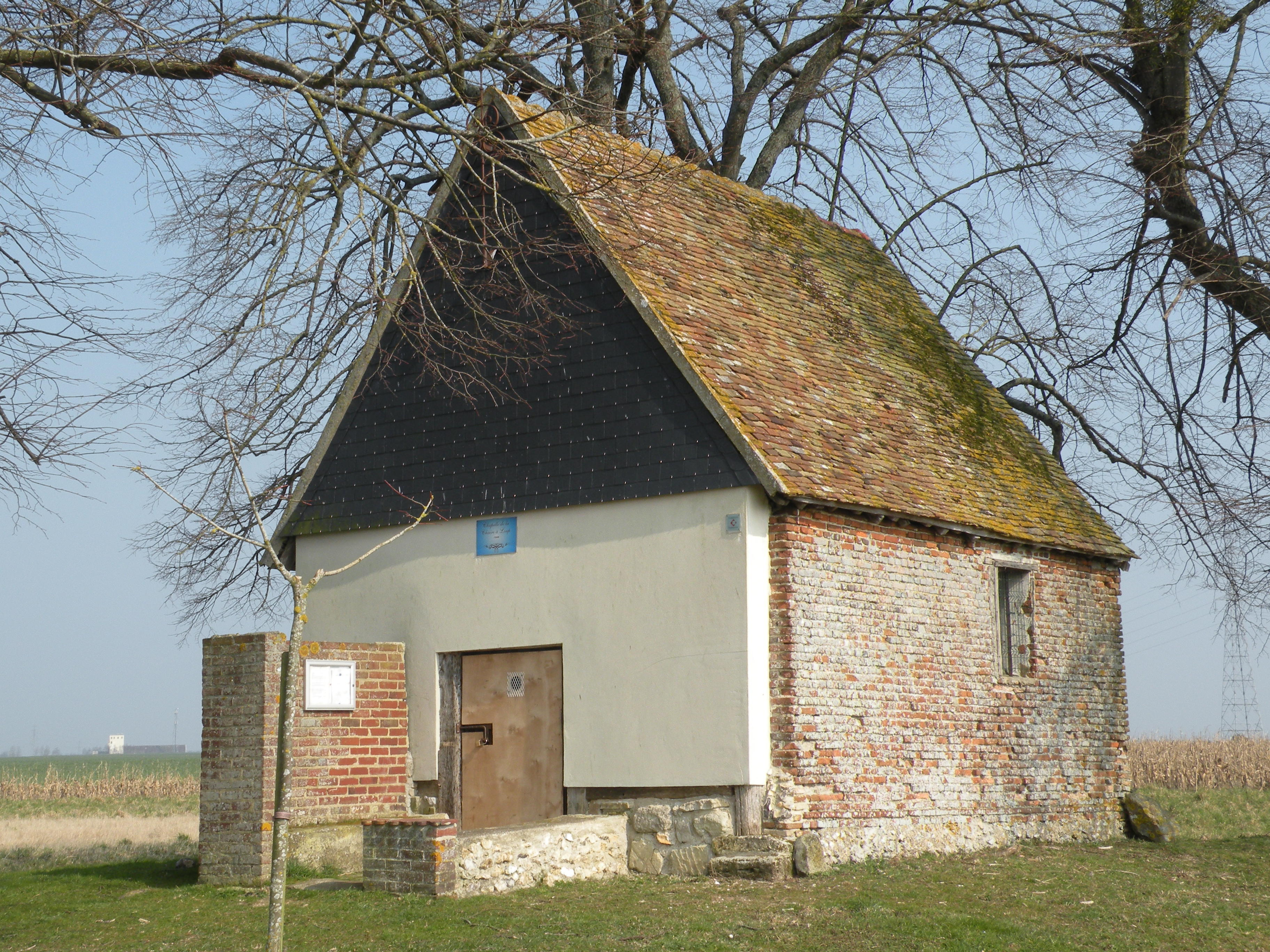
Kapelle La Chaire à loups
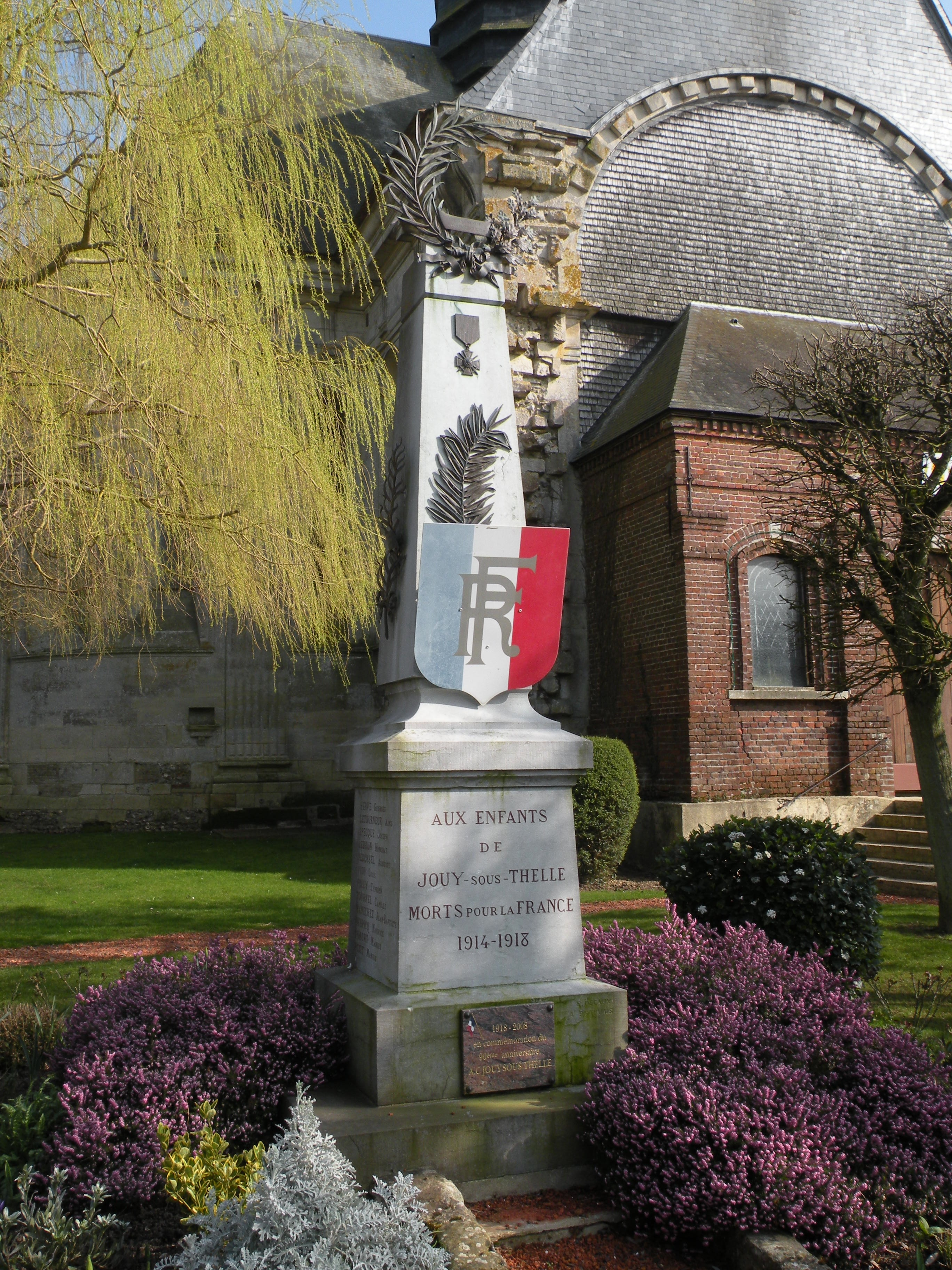
Gefallenendenkmal

## Persönlichkeiten
- Nicolas de Pellevé (1515–1594), Erzbischof von Reims und Sens, Bischof von Amiens, Kardinal, hier geboren.